# Gli anni di apprendistato di Wilhelm Meister
Gli anni di apprendistato di Wilhelm Meister (titolo originale Wilhelm Meisters Lehrjahre) è un romanzo di Wolfgang Goethe pubblicato per la prima volta fra il 1795 e il 1796. La data della sua pubblicazione coincide con l'inizio della Weimarer Klassik. Il romanzo è suddiviso in otto libri, a loro volta suddivisi in capitoli.
Goethe iniziò a lavorare a questo romanzo dopo essere ritornato dal viaggio in Italia. Prima di questo viaggio aveva realizzato La missione teatrale di Wilhelm Meister (Wilhelm Meisters teatralische Sendung): i primi libri degli Anni di apprendistato riprendono la trama della Missione, ma lo stile e le concezioni di fondo sono totalmente diverse. Goethe, di ritorno dal  Grand Tour che avrebbe dato spunto a Viaggio in Italia, è giunto ad una maturazione estetica e intellettuale che si riflette nel romanzo. Goethe ritornerà sul personaggio Meister in un altro romanzo, Gli anni di pellegrinaggio di Wilhelm Meister (Wilhelm Meisters Wanderjahre).

## Trama
Wilhelm Meister è un giovane amante del teatro e della drammaturgia e la sua vocazione è quella di diventare attore e direttore di spettacoli. Così, con l'aiuto dei familiari, acquista un teatro dove espone al pubblico spettacoli di burattini, diventando presto famosissimo.
Tutto ciò Wilhelm lo fa per raggiungere alla perfezione l'essenza della verità e della finzione e cercare di farle unire tra loro.

## Analisi
Il tema del romanzo è il superamento di un soggettivismo esasperato della vita e dell'arte. Viene spesso considerato il capostipite del genere del Bildungsroman (romanzo di formazione). 
Partendo dall'epistolario di Goethe-Schiller, molti critici dissentono sul considerare il Wilhelm Meister come archetipo del romanzo di formazione:
"Wilhelm Meister è il personaggio più necessario, ma non il più importante; una delle particolarità del vostro romanzo è quella di non avere e di non abbisognare di un protagonista. Tutto si svolge attorno a lui, ma non per sua causa: proprio perché le cose da cui è circondato rappresentano ed esprimono le energie, e lui invece la plasmabilità; i suoi rapporti con gli altri personaggi dell'opera dovevano essere diversi da quelli cha ha l'eroe negli altri romanzi" - da un estratto della lettera di Schiller a Goethe, citato in Franco Moretti
In tal senso perciò, la Bildung di Wilhelm risulterebbe esautorata e imputabile solo alla Società della Torre: il romanzo che stiamo leggendo è una pergamena conservata nella Sala del Passato ed è stato scritto dalla Torre per Wilhelm e ne consegue che quest'ultimo non sia stato responsabile delle sue scelte. Significative sono le ultime righe del romanzo, in cui Wilhelm dirà di aver raggiunto una felicità esasperata che non merita: il finale, dunque, non indicherebbe il compimento di una Bildung, ma sembrerebbe presupporre una felicità ottenuta dal caso.

## Traduzioni italiane
- Gli anni di noviziato di Guglielmo Meister, trad. Giovanni Berchet, Carabba, Lanciano 1912
- Le esperienze di Wilhelm Meister, traduzione di Rosina Pisaneschi e Alberto Spaini, 2. voll., Bari, Laterza, 1913-1915.
- Il primo libro degli anni di viaggio di Wilhelm Meister, trad. Giovanni Guerra, Laterza, Bari 1938
- Le esperienze di Guglielmo Meister, traduzione di Tom Gnoli, 2 voll., Collana BUR n.678-683, Milano, Rizzoli, 1954.
- Wilhelm Meister. Gli anni dell'apprendistato, traduzione di Anita Rho ed Emilio Castellani, con un saggio di Hermann Hesse, Collana, Adelphi, 1976. - Adelphi, 2006, ISBN 978-88-459-2063-9.
- Gli anni di apprendistato di Wilhelm Meister, traduzione di Isabella Bellingacci, note di Elena Sciarra, con un saggio di Giuliano Baioni e uno scritto di Martin Walser, Collana Nuovi Oscar classici, Milano, Mondadori, 2013, ISBN 978-88-0461-738-9.